# Aleksej Semënovič Šein
Aleksej Semënovič Šein (1662 – 12 febbraio 1700) è stato un generale russo.

## Biografia
Discendente di una famiglia boiarda caduta in disgrazia, era il bisnipote del generale Michail Šein. Da bambino assistette all'esecuzione dell'atamano Sten'ka Razin e alle incoronazioni di Pietro I il Grande e Ivan V.
Il 25 marzo 1682 la zarina Sof'ja Alekseevna Romanova concesse a Šein il titolo di boiardo. Tra il 1680 ed il 1681 fu voivoda a Tobol'sk e tra il 1683 ed il 1684 ricoprì il medesimo incarico a Kursk. 
Durante la guerra russo-turca del 1686-1700 prese parte alle infruttuose spedizioni contro il Khanato di Crimea del 1687 e del 1689. Nel 1695 e nel 1696 Šein prese parte alle due campagne d'Azov. Durante la seconda campagna fu nominato dallo zar Pietro il Grande comandante in capo delle truppe di terra. Dopo la conquista russa della piazzaforte di Azov Šein fu insignito dal sovrano dell'apposito grado di generalissimo e lo premiò con una medaglia ed una coppa d'oro. Con la partenza di Pietro il Grande per l'ambasceria in Europa il generale fu nominato temporaneamente comandante in capo di tutto l'esercito, comandante dell'artiglieria e della cavalleria. Nel 1697 diresse la costruzione di un porto marittimo a Taganrog e contrastò con successo le incursioni dei tatari di Crimea e dei tatari Nogai. L'anno seguente partecipò alla soppressione della rivolta degli Strel'cy. Ciò nonostante Šein cadde in disgrazia presso Pietro I per non aver smascherato il legame di Strel'cy con la zarina Sof'ja. Quando nell'agosto 1698 Pietro I, appena rientrato dall'ambasciata in Europa, ordinò di far tagliare la barba ai boiardi il primo ad essere sottoposto alla rasatura fu proprio Šein. Fu sepolto nel monastero della Trinità di San Sergio.